# Tanjung Purba
Tanjung Purba is een bestuurslaag in het regentschap Deli Serdang van de provincie Noord-Sumatra, Indonesië. Tanjung Purba telt 1118 inwoners (volkstelling 2010).